# Estación de Moustier
La estación de Moustier es una estación de tren belga situada en Floreffe, en la provincia de Namur, región Valona.
Pertenece a la línea  de S-Trein Charleroi.

## Situación ferroviaria
La estación se encuentra en la línea 130 (Namur-Charleroi).

## Intermodalidad
Actualmente no posee conexiones con otros medios de transporte.